# Alfred Keller (arhitekt)
za nemškega vojaškega pilota in generala glej Alfred Keller (general)
Alfred Keller, avstrijski arhitekt, * 17. junij 1875, Gradec, † 8. marec 1945, Krems.
Alfred Keller je na graški Tehniški univerzi med letoma 1893–1898 študiral arhitekturo in dodatno krajinsko slikarstvo na Akademiji za likovno umetnost v Gradcu. Nato je leta 1898 postal inženir-asistent v Mestni hiši v Gradcu. Diplomiral je leta 1899. Odšel je na Dunaj, kjer je bil leta 1907 najprej pomočnik, leta 1908 pa postal glavni inženir. Istega leta je bil premeščen na ministrstvo za javna dela, nakar je začel samostojno delovati. Od leta 1904 je bil član umetniškega združenja Hagenbund, med letoma 1912-1917 pa tudi njegov predsednik. Keller je leta 1897 potoval v Indijo, med letoma 1913-1915 pa kot arhitekt razstavljal v Združenih državah Amerike. Sodeloval je tudi v vojni v Španiji med letoma 1920-1925. Ko se je Keller vrnil, je v svoj biro za enakovrednega partnerja vzel Walterja Broßmanna. Keller je bil kot arhitekt v letih 1919-1920 zaposlen tudi pri reviji Wohnungskunst, leta 1927 kot strokovnjak pritožbenega sodišča za avtorske pravice in leta 1928 član upravnega odbora Preizkuševalcev za inženirje gradbeništva in arhitekte. Leta 1930 postal redni profesor na Tehniški univerzi na Dunaju za načrtovanje, gradnjo in promet. Od leta 1935-1936 je bil dekan Fakultete za arhitekturo na Tehniški univerzi.
Alfred Keller je bil mednarodno spoštovan strokovnjak. Leta 1928 je prejel zlato medaljo za zasluge Republike Avstrije, leta 1929 Grand Prix in zlato medaljo v Barceloni, leta 1930 pa je od španskega kralja prejel poveljniški križec španskega reda za zasluge. Keller je bil med številnimi drugimi članstvi od 1913 tudi član avstrijskega Werkbund-a in leta 1920 združenja likovnih umetnikov na Dunaju. Umrl je star 70 let in je pokopan na pokopališču v Kremsu. Pomembno je zaznamoval ustvarjalnost v Sloveniji in v Kvarnerju ter Dalmaciji.

## Dela
- Policijska postaja, Rossauer Lände 5–9, Dunaj 9 (1902–1904), skupaj s Karlom Holzerjem in Moritzom Kramsallom, predelal Emil von Förster
- Klančina in niša z vodnjakom pri župnijski cerkvi svetega Jakoba, Beljak (1906)
- Sanatorij Hansa, Körblergasse 42, Gradec (1906)
- Courthouse, Riemergasse 7, Dunaj 1 (1906-1908), skupaj z Moritzom Kramsallom
- Okrožno sodišče Margaret, Mittersteig 25, Dunaj 5 (1908-1912), skupaj z Moritzom Kramsallom
- Vila Bartsch, Beckgasse 40, Dunaj 13 (1909)
- Družinska hiša Dr. Tropperja, Gradec (1909)
- Delavska kolonija Porak, Weissenberg v Zgornji Avstriji (1909)
- Dom za vdove in sirote Österreichisch-Alpine Montangesellschaft, Vordernberger Straße 93, Eisenerz (Štajerska) (1909)
- Gasilski dom, Kirchdorf 22, Pernegg na Muri (1910)
- Prizidek sanatorija dr. Hajos-a, Veli Lošinj, Hrvaška (1910)
- Prilzidek sanatorija dr. Wieslerja, Heinrichstraße 33, Gradec (1911)
- Poslovna stavba Josseck & Oblack Murgasse 9, Gradec (1911)
- Stanovanjski kompleks, Humboldtstraße 32, Gradec (1911)
- Hiša Benndorf, Unterer Plattenweg 34, Gradec (1911)
- Hotel Alhambra, Lošinj (1912)
- Oprema za apartma nadvojvode  Franz Ferdinand (1912)
- Oprema sob za admirala in poveljnika na KK bojne ladje SMS Viribus Unitis (1912)
- Oprema sob za poveljnika na ladji SMS Prinz Eugen in SMS Tegetthoff (1912)
- Nabrežje bo Šentjakobskem mostu, Ljubljana (1913)
- Vila Geutebrück, Veli Lošinj, Hrvaška (1913)
- Nekdanja K.K. Izvozna akademija, Franz Klein-Gasse 1, Dunaj 19 (1914-1916)
- Lovska koča Weinberger, Marienthal (1915)
- Delavska kolonija Herzmanitz (Moravska) za Österreichisch-Alpine Montangesellschaft (1916)
- Plaža, Susak, Hrvaška (1917)
- Hiša Österreichisch-Alpine Montangesellschaft, Vordernberger Straße 89–91, Eisenerz (Štajerska) (1917)
- Delavske hiše za Österreichisch-Alpine Montangesellschaft Donawitz pri Leoben-u (do 1917)
- Uradna rezidenca Österreichisch-Alpine Montangesellschaft, Hieflauer Straße 26, Eisenerz (Štajerska) (1921)
- Kolonija Kerpely, Kerpelystraße, Leoben (1921-1922)
- Tovarna kave Zeller, Atzgersdorf (1921-1922), skupaj z Walterjem Broßmannom
- Palača Círculo Ecuestre Barcelona (1921-1925)
- Direktorjeva vila Österreichisch-Alpine Montangesellschaft, Schillerstraße 2, Leoben (1923-1925)
- Agregat za papirnico Gratwein Leykam-Josef Thaler (1924-1925), skupaj z Walterjem Broßmannom
- Weir Gratkorn Gröbming, nov kanal za elektrarno (1924-1925)
- Osnovna šola, Niklasdorf (1925), skupaj z Walterjem Broßmannom
- Elektrarna, Krems (1925-1926), skupaj z Walterjem Broßmannom
- Stanovanjski objekt na Dunaju Jean-Jaurès-Hof Neilreichgasse 105, Dunaj 10 (1925-1926), skupaj z Walterjem Broßmannom
- Stanovanjski objekt na Dunaju David-Hof, Dunaj 16 (1926-1927), skupaj z Walterjem Broßmannom
- Rodaunerjeva tovarna cementa, Kaltenleutgeben (1929-1930), skupaj z Walterjem Broßmannom
- Obnova in nadgradnja Sodne palače na Dunaju, Schmerlingplatz 10-11, Dunaj 1 (1931)
- Mestno kopališče, Krems (1931), skupaj z Walterjem Broßmannom
- Dvorec Gutenbuechel, Ravne pri Šoštanju, (1931)
- Podzemna postaja Gradec-jug za STEWEAG  (1932), skupaj z Walterjem Broßmannom
- Širitev hotela Marija Terezija Schlössl Morzgerstrasse 87, Salzburg (1934-1935)
- Zvezna gimnazija in realka Mattersburg, Nekdanji katoliški kolegij za usposabljanje učiteljev, Hochstraße 1, Mattersburg (1934-1936)
- Elektrarna Schmidthütte, Krems (1940-1941)

## Dela na Hrvaškem
Najpomembnejša dela je ustvaril na Dunaju in na Hrvaškem, večinoma v Dalmaciji. Leta 1913 je po nalogu dunajske komisije grofa Harracha izdelal projekte za niz manjših hotelov vzdolž jadranske obale. Med njimi je bil tudi načrt za preureditev zgradbe Katalinić na splitskih Bačvicah. Istega leta je sodeloval na natečaju za župnijsko cerkev v Opatiji, kjer je tekmoval z Viktorjem Kovačićem.
Kot arhitekt je bil posebej aktiven v Splitu med letoma 1922–1930. Leta 1922 je zmagal na natečaju za zgradbe ob južnem zidu Dioklecijanove palače. Del objektov ob južnem zidu palače je bil po Kellerjevih načrtih izveden med letoma 1923–1927, leta 1924 pa je bil na natečaju odkupljen tudi projekt za urbanistično zasnovo Splita. Leta 1928 je sodeloval na natečaju za zgradbo Pomorskega muzeja, leta 1930 pa na natečaju za bolnico. Istega leta je bil Keller imenovan za profesorja na dunajski Visoki tehnični šoli.